# Renate Preuß

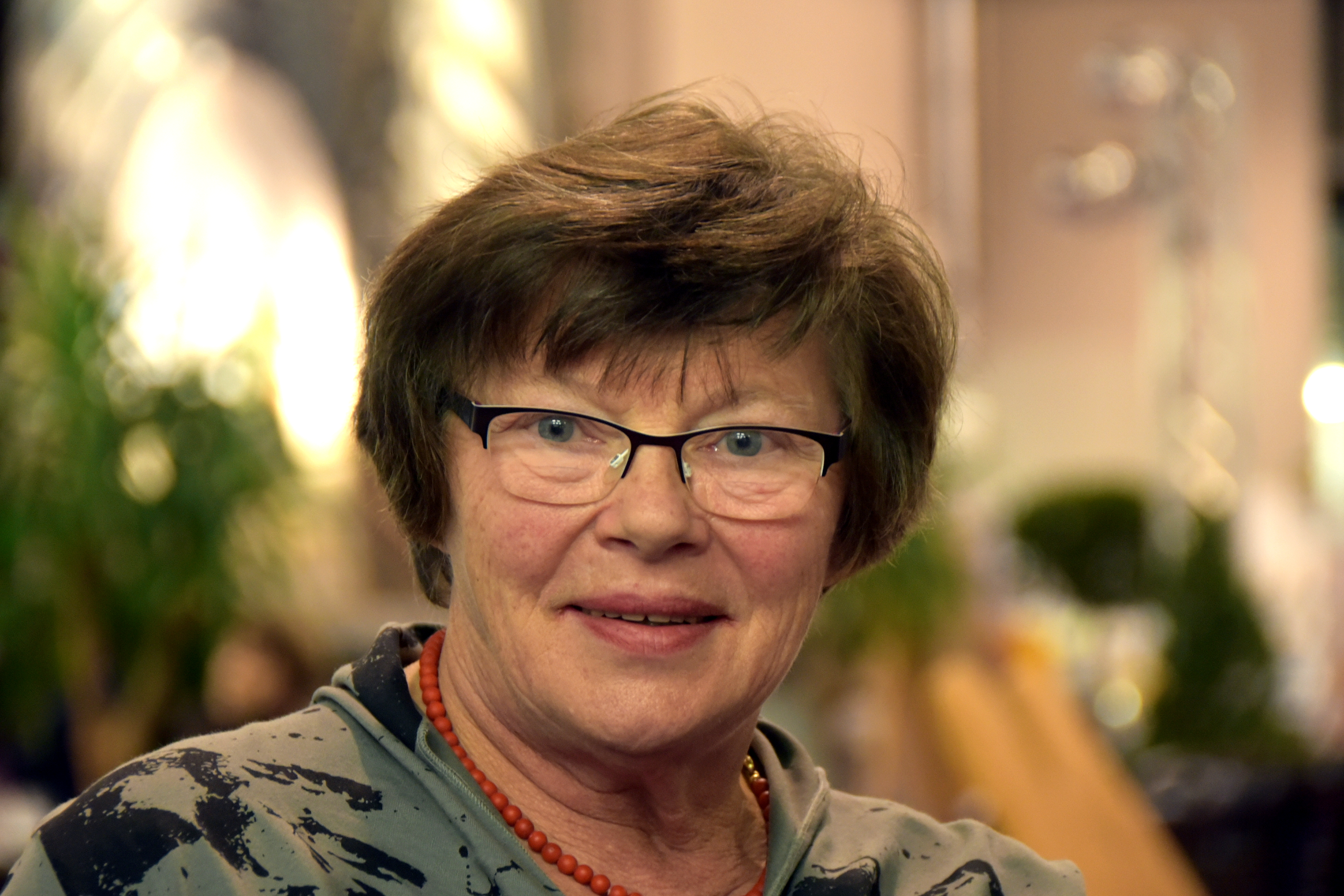
Renate Preuß (2015)

Renate Preuß, geborene Schmidt (* 10. September 1947 in Pausitz bei Riesa) ist eine deutsche Bibliothekarin und Schriftstellerin.

## Leben
Renate Preuß legte im Jahr 1966 ihr Abitur ab und erwarb den Facharbeiterbrief als Laborantin. Nach 13 Jahren Tätigkeit als Sachbearbeiterin im Veterinärwesen übernahm sie von 1981 bis 2007 als Leiterin die Krankenhausbibliothek in Riesa. Ihre besondere Ausbildung als Patientenbibliothekarin erhielt sie in der medizinischen Akademie Dresden. Seit 1987 schrieb sie zunächst autobiographisch angelegte Prosa; nach der politischen Wende 1989 war es ihr möglich ihre Texte zu veröffentlichen. Eine Lesereise nach München 1990 und ein Artikel im Münchner Merkur ermöglichten ihr den Einstieg als Autorin. Preuß ist verheiratet und Mutter dreier Söhne.

## Werke

### Prosa
- 1993: Tagträume und Nachtgedanken
- 1995: Lebenserinnerungen aus Sachsen
- 1997: Angst lasse ich eigentlich nicht zu
- 1999: Begegnungen in Sachsen
- 2000: Sachsen, was ist das?
- 2001: Rezepte und Episoden aus Sachsen
- 2002: Geschichte vom Mädchen ohne Hände
- 2003: Ein schwarzweißer Kater aus dem Sächsischen
- 2004: Weihnachtliches in Sachsen
- 2007: Eine weißschwarze Katze aus dem Sächsischen
- 2008: Kurschatten: Eine Sächsin in Bayern
- 2009: Schaltjahr-Kaltjahr
- 2011: Die wilde Mathilde
- 2013: Gedanken und Träume
- 2014: Lieb und schön
- 2015: Gondelgeflüster

### Kinderbücher
- 2005: Der Riesaer Riese hilft dem Weihnachtsmann
- 2006: Der Riesaer Riese fährt Stadtbahn
- 2007: Der Riesaer Riese geht in die Schule

### Autobiografisches
- 2000: Steinlese (Anthologie)
- 2005: Ich darf Ihnen glauben
- 2016: Diagnosen – Wege aus einem Irrgarten

## Auszeichnungen
- Umweltpreis Pflanzen in der Natur, BUND 1996
- Riesaer Riese für Kultur, Stadt Riesa 2008